# 昌泰
昌泰（）は、日本の元号の一つ。寛平の後、延喜の前。898年から901年までの期間を指す。天皇は醍醐天皇。

## 改元
- 寛平10年4月26日（ユリウス暦898年5月20日）：改元。
  - 4月16日、8月16日の異説あり。
- 昌泰4年7月15日（ユリウス暦901年8月31日）：延喜に改元。

## 昌泰期に起きた出来事
2年
- 9月：僦馬の党の蜂起により、足柄坂・碓氷坂に関を置く。

4年
- 正月25日：菅原道真、大宰府に左遷（昌泰の変）。

## 西暦との対照表
※は小の月を示す。
| 昌泰元年（戊午） | 一月     | 二月※ | 三月 | 四月※ | 五月  | 六月  | 七月※   | 八月 | 九月※ | 十月  | 閏十月※ | 十一月  | 十二月※  |
| ---------------- | -------- | ----- | ---- | ----- | ----- | ----- | ------- | ---- | ----- | ----- | ------- | ------- | -------- |
| ユリウス暦       | 898/1/26 | 2/25  | 3/26 | 4/25  | 5/24  | 6/23  | 7/23    | 8/21 | 9/20  | 10/19 | 11/18   | 12/17   | 899/1/16 |
| 昌泰二年（己未） | 一月     | 二月※ | 三月 | 四月※ | 五月  | 六月※ | 七月    | 八月 | 九月※ | 十月  | 十一月※ | 十二月  |          |
| ユリウス暦       | 899/2/14 | 3/16  | 4/14 | 5/14  | 6/12  | 7/12  | 8/10    | 9/9  | 10/9  | 11/7  | 12/7    | 900/1/5 |          |
| 昌泰三年（庚申） | 一月※    | 二月※ | 三月 | 四月※ | 五月  | 六月※ | 七月    | 八月 | 九月※ | 十月  | 十一月  | 十二月※ |          |
| ユリウス暦       | 900/2/4  | 3/4   | 4/2  | 5/2   | 5/31  | 6/30  | 7/29    | 8/28 | 9/27  | 10/26 | 11/25   | 12/25   |          |
| 昌泰四年（辛酉） | 一月     | 二月※ | 三月 | 四月※ | 五月※ | 六月  | 閏六月※ | 七月 | 八月※ | 九月  | 十月    | 十一月  | 十二月※  |
| ユリウス暦       | 901/1/23 | 2/22  | 3/23 | 4/22  | 5/21  | 6/19  | 7/19    | 8/17 | 9/16  | 10/15 | 11/14   | 12/14   | 902/1/13 |